# Synagrops japonicus
Synagrops japonicus (Doderlein, 1884) è un pesce osseo di mare appartenente alla famiglia Acropomatidae.

## Distribuzione e habitat
Ha un areale molto ampio, che copre parte dell'oceano Pacifico e l'oceano Indiano e che si estende dalle Hawaii all'Africa. Proviene da Giappone, Madagascar, Riunione, Sudafrica, Mozambico, Tanzania, Somalia e Kenya. Nel 1990 ne è stato pescato un esemplare nel mar Ligure. È una specie tipica delle acque profonde, che arriva anche a 800 m di profondità e che non sale sopra i 100.

## Descrizione
Presenta un corpo non particolarmente alto né allungato, con la testa dal profilo arrotondato. La lunghezza massima registrata è di 35 cm, anche se di solito non supera i 30. La colorazione è scura e varia dal bruno al nero. Le pinne non sono particolarmente ampie. Gli occhi sono grandi.

## Biologia

### Alimentazione
Si nutre di molluschi cefalopodi, echinodermi, in particolare stelle di mare, crostacei malacostraci come Euphausia pacifica e di pesci più piccoli (Nemichthys scolopaceus, Lestidium prolixum, Lycodes caudimaculatus, Tarphops oligolepis, Stlengis misakia).

### Predatori
È spesso preda di Macrorhamphosodes uradoi e Congriscus megastoma.